# Cathy Rattray-Williams
Catherine Ann »Cathy« Rattray-Williams, jamajška atletinja, * 19. avgust 1963, Jamajka.
Nastopila je na poletnih olimpijskih igrah v letih 1980, 1984, 1988 in 1992, trikrat je osvojila peto mesto v štafeti 4x400 m. Na svetovnih dvoranskih prvenstvih je osvojila naslov prvakinje v isti disciplini leta 1993, na panameriških igrah pa bronasto medaljo leta 1991.